# Plemena psů
Plemena psů byla vyšlechtěna z prapůvodního předka všech psů, tj. vlka. Během dlouhé historie domestikace psa bylo vyšlechtěno bezpočet plemen, která se od sebe liší vlastnostmi jak fyzickými (tzn. délkou a barvou srsti, velikostí, postavou), tak povahovými; z toho se také odvíjí i využití jednotlivých plemen k velmi různým účelům. Ty ale nemusely být záměrem šlechtění. Existují i nedomestikovaná plemena psů, příkladem je třeba novoguinejský zpívající pes (také známý jako dingo pralesní) nebo známější pes dingo, kteří ale oficiálně jako plemena uznaní nejsou (přestože jejich předkové byli domestikovaní psi).

## Skupiny plemen psů dle FCI
Dle FCI (Fédération Cynologique Internationale) se plemena psů řadí do deseti skupin:

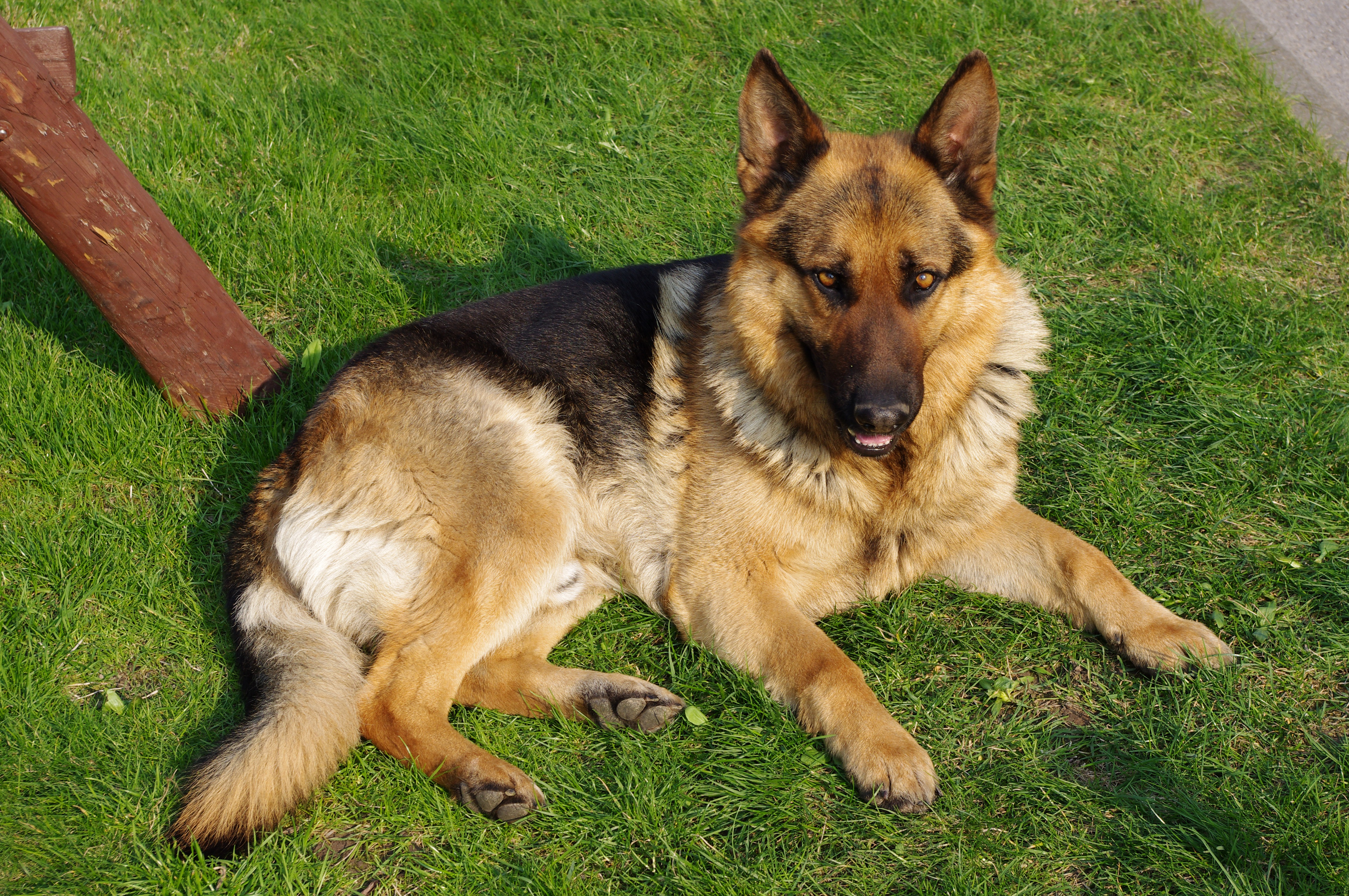
Německý ovčák

### Plemena ovčácká, pastevecká a honácká (FCI I.)
Plemena ovčácká, pastevecká a honácká je skupina psů dle FCI s pořadovým číslem jedna. Jedná se o rozsáhlou a početnou skupinu psů se dvěma sekcemi: Ovčácká a pastevecká plemena a Honácká plemena. Jsou zde dvě plemena pocházející z Česka: československý vlčák, který je ale pod patronátem Slovenské republiky, a chodský pes, jenž je prozatímně uznán FCI od roku 2019. Ovčáčtí, pastevečtí a honáčtí psi jsou středně velcí až velcí psi různých barev a povah. Nejznámějším zástupcem je německý ovčák, spolehlivé pracovní plemeno, využívané i policií nebo záchranáři. Dalším známým zástupcem je i border kolie.

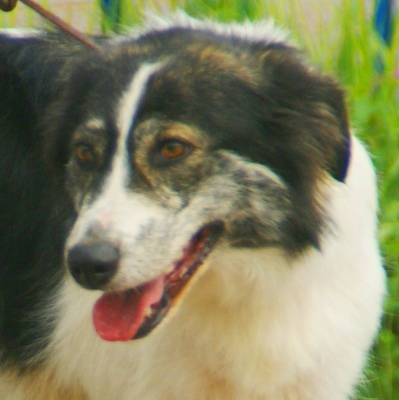
Aidi

### Pinčové, knírači, plemena molossoidní a švýcarští salašničtí psi (FCI II.)
Pinčové, knírači, plemena molossoidní a švýcarští salašničtí psi; to je rozsáhlá skupina psů dle FCI s pořadovým číslem dva. Najdeme zde drobné pinče, ale zároveň i největší plemena psů na světě. Pojem "molossoidní" označuje těžká a velká psí plemena, jako jsou dogy a mastifové. Tato skupina má celkem tři sekce: Pinčové a knírači, Molossoidní plemena (dogovití psi) a Švýcarští salašničtí psi. Sekce Molossodiní plemena má dokonce dvě podsekce: Molossoidní plemena typu mastifa a Molossoidní plemena horského typu. Celkově se tato skupina dá považovat za různorodou, jsou to psi různých povah, velikosti i barev. Z molossoidních plemen je asi nejznámější německá doga, z dalších sekcí je to knírač. Česká republika zde žádného zástupce nemá, ale najdeme zde více než tři německá plemena, například německá doga, malý, střední a velký knírač.

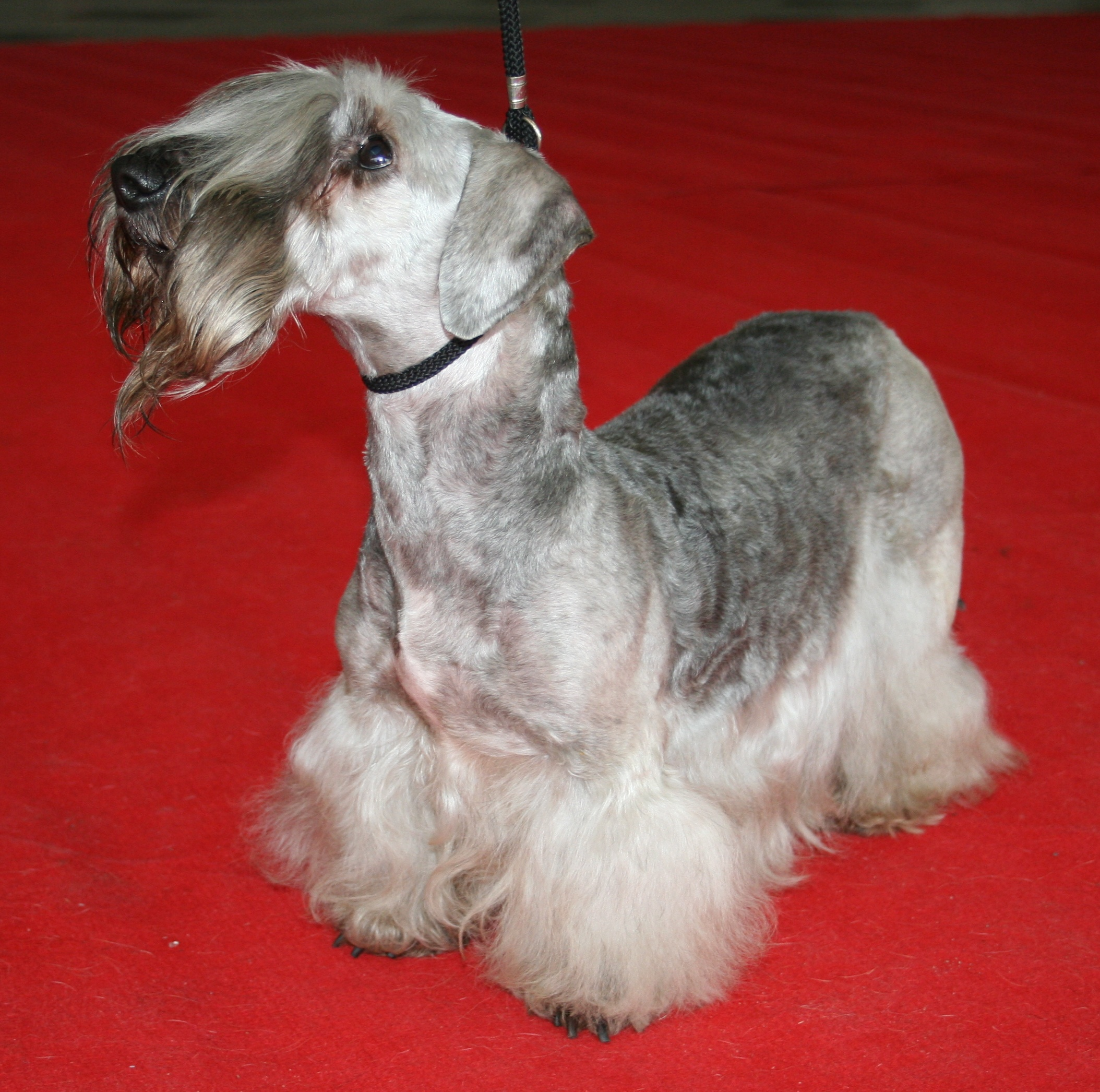
Český teriér

### Teriéři (FCI III.)
Teriéři jsou skupina psů dle FCI s pořadovým číslem tři. Má celkem čtyři sekce: Velcí a střední teriéři, Malí teriéři, Teriéři typu bull a Toy teriéři. Jedná se o nesourodou skupinu psů různých velikostí a barevných rázů, avšak nejrozšířenější jsou malí teriéři, jako je jack russell teriér nebo jorkšírský teriér. V této skupině má svého zástupce i Česká republika a jedná se o českého teriéra, zařazeného v sekci ''Malí teriéři''. Český teriér je jedním ze dvou uznaných českých plemen psů. Většina teriérů byla vyšlechtěna pro lov krys a jiných hlodavců, zbytek jsou společníci.
Speciální sekcí jsou i Teriéři typu bull, ti byli vyšlechtěni v Evropě a Americe původně a hlavně primárně jako plemeno pracovní. Díky své precizně vyšlechtěné povaze (game), stavby těla a odolnosti vůči nemocem se ale tato plemena později začala využívat pro psí souboje - odtud ozn. "bojová plemena" - toto označení však není správné! Teriéři typu Bull jsou energičtí a vysoce inteligentní psi, kteří jsou v dobrých rukou a s dobrým výcvikem vhodní do rodiny s miminkem či jiným psem/kočkou/mazlíčkem. Nesnesou však samotu a zpravidla nebývají často venkovní plemeno.

### Jezevčíci (FCI IV.)
Jezevčíci jsou malá skupina psů dle FCI s pořadovým číslem čtyři. Ze všech deseti skupin je nejméně početná: má jen pár zástupců, přičemž se dá říct, že se jedná o jednoho psa na více způsobů. Všichni jezevčíci si jsou povahově velice podobní; tvrdohlaví, ale oddaní svému majiteli, na kterém jsou závislí. Vyskytují se ve třech velikostních rázech a je možnost vybrat si ze tří typů srsti. Velikostní rázy jsou trpasličí, králičí a standardní, typy srsti jsou: dlouhosrstá, drsnosrstá a krátkosrstá. Všichni jezevčíci jsou z Německa.

### Špicové a plemena primitivní (FCI V.)

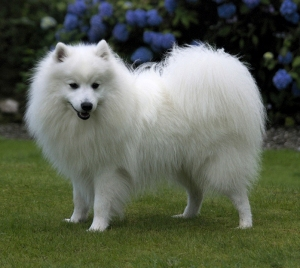
Japonský špic

Špicové a plemena primitivní; to je skupina psů dle FCI s pořadovým číslem pět. Tato skupina má celkem osm sekcí: Severští sáňoví psi, Severští lovečtí psi, Severští hlídací a ovčáčtí psi, Evropští špicové, Asijští špicové a příbuzná plemena, Primitivní plemena, Primitivní lovecká plemena a Primitivní lovecká plemena s protisměrně rostoucí srstí na hřbetě (ridgem). Tito psi jsou různorodí, jsou různé velcí, mají jiné barvy i stavbu těla. Nejznámějšími zástupci této skupiny jsou němečtí špicové. Ze sekce primitivních plemen je to basenži. Česká republika nemá v této skupině žádné zástupce, na rozdíl od Německa. Zvláštní zmínku si zaslouží poslední sekce, tedy primitivní lovecká plemena s ridgem na hřbetě. Jedná se o tmavší pruh srsti, která roste opačným směrem. V této sekci je pouze jeden zástupce; thajský ridgeback (rhodéský ridgeback je oficiálně uznán jako honič).

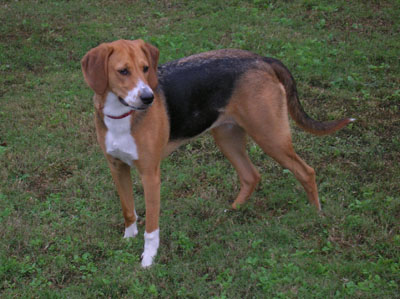
Americký foxhound

### Honiči a barváři (FCI VI.)

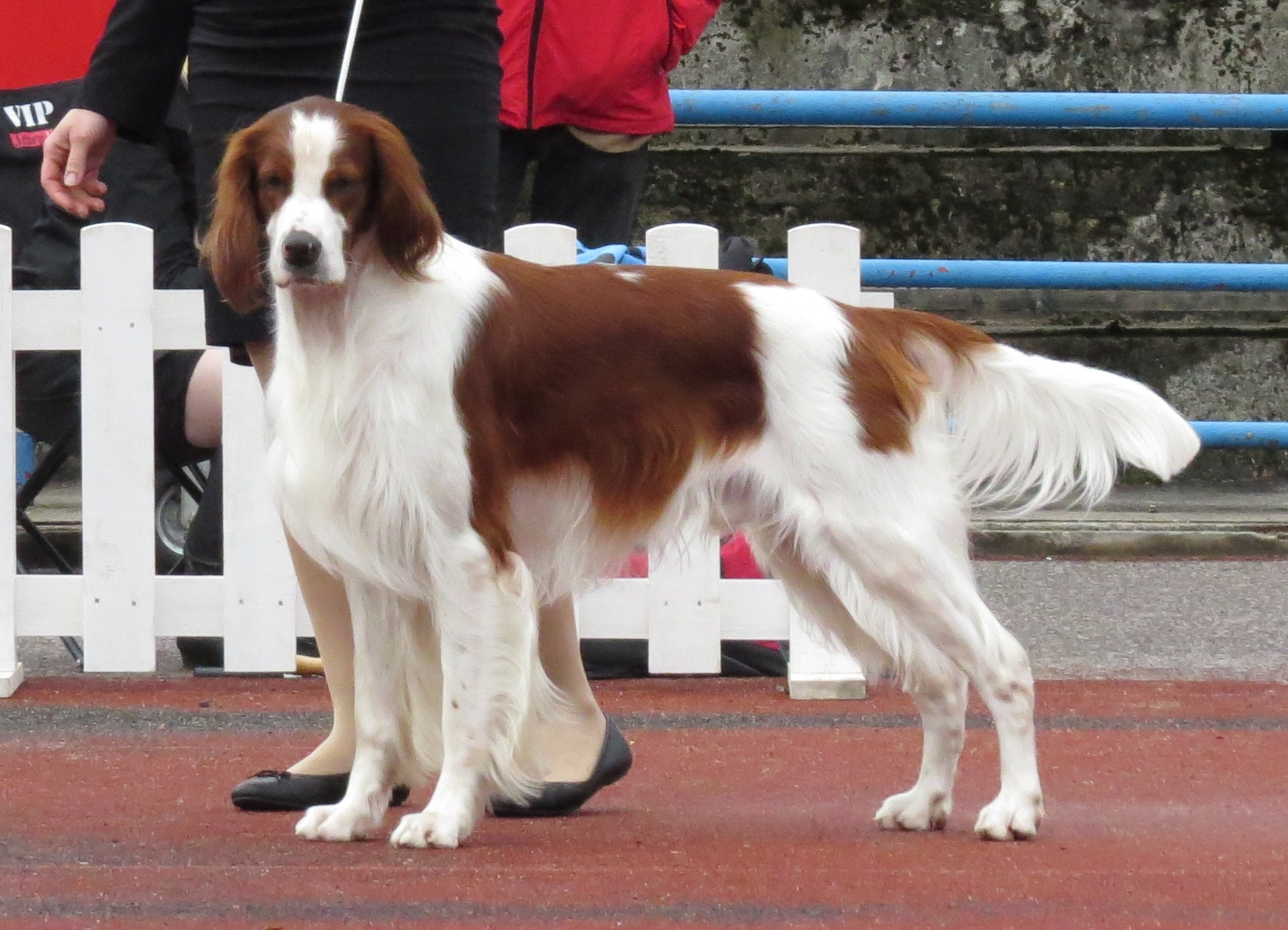
Irský červenobílý setr

Honiči a barváři jsou skupina psů dle FCI s pořadovým číslem šest. Jedná se o skupinu psů vyšlechtěných pro stopování a pronásledování zvěře. Barváři mají trochu jiný úkol a to zvíře vystopovat a usmrtit (nejčastěji prokousnutím hrdla). Slovo "barvář" má původ v myslivecké mluvě, kde "barva" značí krev. Honiči a barváři používají při stopování zvěře na rozdíl od chrtů pouze čich, což z nich dělá dobré stopaře, které je vhodné využívat i při hledání raněných po zemětřesení nebo jiných katastrofách. Mají různé barvy, velikosti i typy srsti, nemají společné vzhledové prvky. Tato skupina má tři sekce: Honiči, Barváři a Příbuzná plemena. Sekce Honiči má tři podsekce: Velcí honiči, Střední honiči a Malí honiči. Příbuzná plemena je sekce se dvěma psími plemeny, dalmatinem a rhodéským ridgebackem.

### Ohaři (FCI VII.)
Ohaři jsou skupinou psů dle FCI s pořadovým číslem sedm. Jedná se o psy vyšlechtěné k lovu zvěře a jejímu aportování, v současné době se ale využívají i jako společníci do rodiny. Skupina ohaři má dvě sekce; Kontinentální ohaři a Ohaři britských ostrovů, přičemž Kontinentální ohaři mají ještě tři podsekce: Typ brague (krátkosrstí), Typ španěl (dlouhosrstí) a Typ griffon (drsnosrtí). Mezi Kontinentální ohaře patří především francouzská a německá plemena, mezi Ohaře britských ostrovů pak samozřejmě patří plemena psů ze Spojeného království.

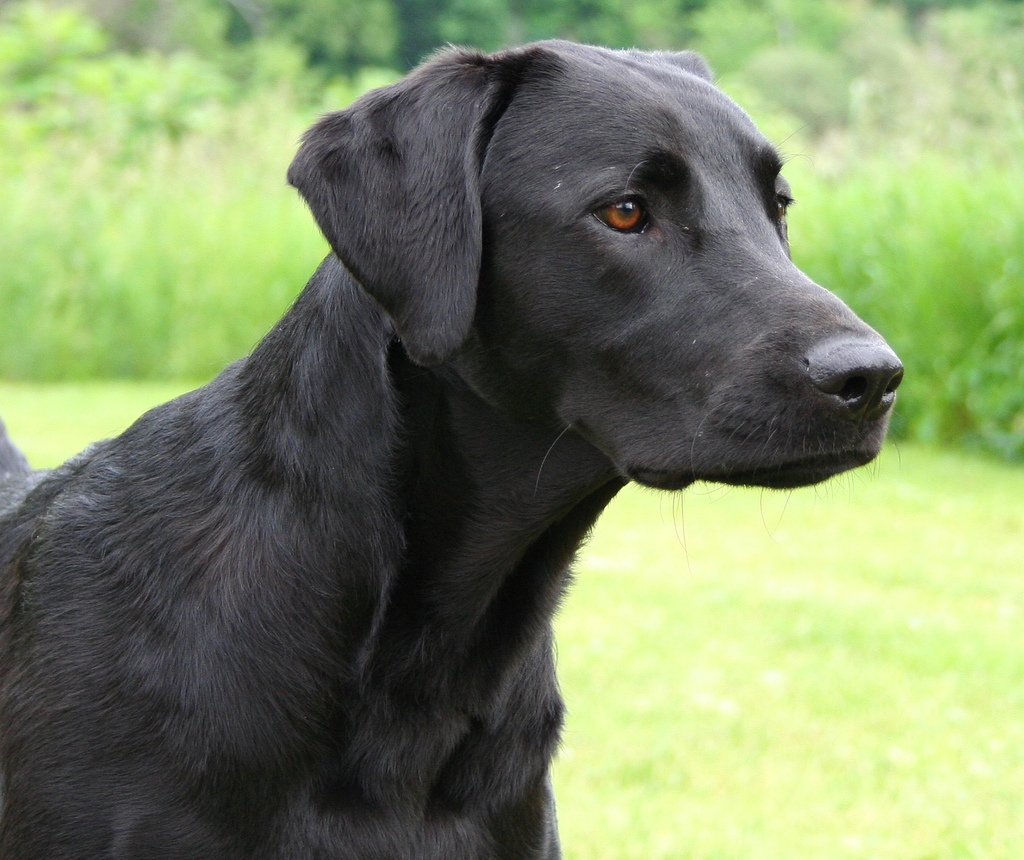
Labradorský retrívr

### Slídiči, retrívři a vodní psi (FCI VIII.)

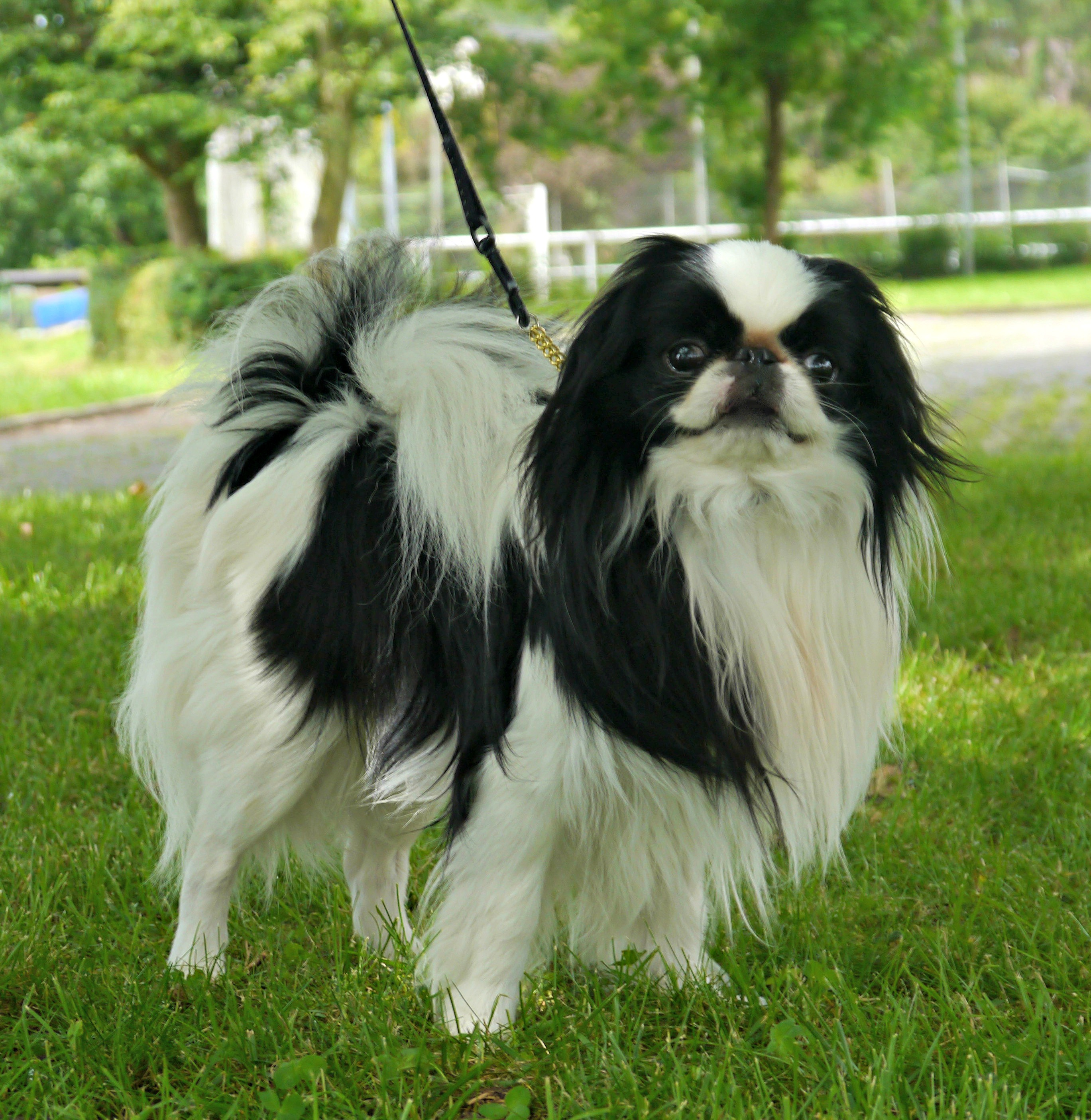
Japan-chin

Slídiči, retrívři a vodní psi je skupina psích plemen dle FCI s pořadovým číslem osm. Tato skupina nemá příliš zástupců, přesto je zde několik známých plemen jako zlatý retrívr, labradorský retrívr a anglický kokršpaněl. Všechna tato plemena jsou původně lovecká, dnes jsou ale z většiny z nich společníci. Obecně mají povahu přátelskou a milou a jsou to dobří aportéři. Někteří se cvičí i jako asistenční psi. Vzhledově jsou různorodí, ale až na výjimky se jedná o střední a velké psy. Tato skupina má tři sekce: Retrívři, Slídiči a Vodní psi. Bez podsekcí.

### Společenská plemena (FCI IX.)
Společenská plemena je skupina psů dle FCI a jedná se o plemena vyšlechtěná speciálně k tomu, aby dělala společnost lidem. Některá z nich jsou stará i přes tisíc let, příkladem je čivava. Čivava je pravděpodobně i nejznámějším zástupcem této skupiny, ale krom ní je zde i pekingský palácový psík, mops, papillon nebo pudlové. Vesměs se jedná a drobné a miniaturní psy klidné a přátelské povahy. Tato skupina je poměrně početná a má mnoho sekcí: Bišonci a příbuzná plemena, Pudl, Malý kontinentální španěl, Belgičtí psíci, Naháči, Tibetská plemena, Čivava, Angličtí společenští španělé a ruský toy španěl, Japan-chin a pekingský palácový psík, Kromfohrländer a Malí molossoidní psi. Hodí se pro chov do bytu a přestože se zdají jako křehcí psi, umí to být i mrštní sportovci.

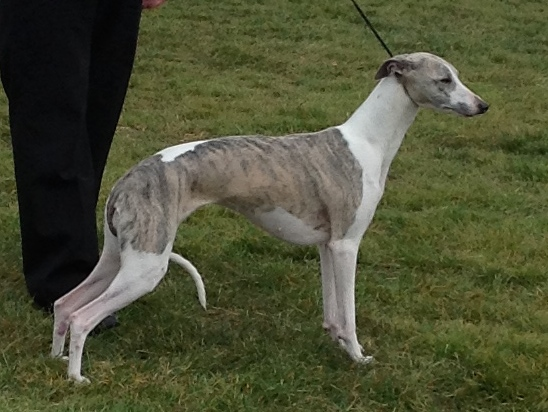
Vipet

### Chrti (FCI X.)
Chrti jsou skupinou psů dle FCI s pořadovým číslem deset. Chrti byli vyšlechtěni na rychlost a „lov očima“, což znamená, že chrt při lovu zvěře nepoužívá čich, ale oči, které má velmi dobře vyvinuté. Všichni tito psi jsou vysocí, šlachovití, mrštní, štíhlí a velmi dobří běžci. Jedinou výjimkou je italský chrtík, který sice má postavu skutečného chrta, ale s tím rozdílem, že je menší a byl vyšlechtěn jako společenský pes. Většina z nich je stará i tisíc let a více (příkladem je saluka) a jsou příbuznými primitivních plemen, což je skupina psů dle FCI s pořadovým číslem pět – špicové a plemena primitivní. Všechna stará a původní plemena chrtů pocházejí z jihozápadní Asie, přesto je asi nejznámějším zástupcem této skupiny chrt z Anglie; greyhound. Často jsou využívaná při coursingu. Česká republika nemá v této skupině žádného zástupce, ale najdeme zde třeba chrtí plemeno z Polska; polského chrta.